# Сироты Дюплесси
Сироты Дюплесси — название, закрепившееся за детьми из провинции Квебек, Канада, которые стали жертвами действий местного правительства, возглавляемого Морисом Дюплесси (1890—1959, премьер-министр Квебека в 1936—1939 и 1944—1959).

## История
Будучи убеждённым католиком, премьер-министр Квебека Морис Дюплесси возложил управление объектами социальной инфраструктуры на католическую церковь. Незамужним матерям настоятельно рекомендовалось отдавать детей в приют, так как одинокая мать считалась непригодной для воспитания ребёнка. Обратив внимание на то, что средства, выделяемые правительством Канады на содержание одного психически больного, в два раза превышали деньги, направленные на содержание одной сироты, Дюплесси издал указ[когда?], который дал возможность преобразовать сиротские приюты в психиатрические больницы. Из-за этого приблизительно 20 тысяч детей, среди которых были сироты, отказники и рождённые вне брака, были ложно диагностированы как психически нездоровые. 
В 1990-е годы, после смерти Дюплесси и закрытия образованных им учреждений, уже взрослые сироты предали огласке жестокое обращение и насилие, которому они подвергались со стороны медперсонала и монахинь. Детям незаконно и без врачебного диагноза проводили лоботомию, лечили электрошоком и надевали смирительные рубашки на сутки. В 1999 году на ферме, принадлежащей одному из таких приютов, нашли останки двух тысяч детей.
Дюплесси при жизни никакого наказания за свои преступления не получил. Римская католическая церковь отказалась брать на себя какую-либо ответственность за случившееся.
Правительство Канады предложило выплатить пострадавшим по 15 тысяч долларов в качестве компенсации, после чего они не должны были предъявлять обвинения. Но пострадавшие отказались, и был предложен новый план компенсаций — 10 тысяч долларов и дополнительно по 1 тысяче за каждый проведенный год в приютах.

## В массовой культуре
- События упоминаются в фильме «Бивень».
- События упоминаются в книге Ф. Тилье «Синдром Е».